# علم الحاسوب العملي
علم الحاسوب العملي تتعامل مع الخوارزميات، تركيب البيانات، لغات البرمجة، أنظمة التشغيل، قواعد البيانات ومع أساسيات البرمجيات في المعلوماتية.

## الخوارزميات
الخوارزمية تعني طريقة عمل محددة لإيجاد الحلول للمشاكل المتعلقة بالكمبيوتر. مثال على ذلك هي الخوارزمية الإقليدية والتي تستخدم لإيجاد القاسم المشترك الأكبر من عددين طبيعيين. غالبا ما تكون الخوارزميات حتمية في علم تقنية المعلومات أو المعلوماتية.

## تركيبة البيانات
تركيبة البيانات هي طريقة محددة لإدارة البيانات ووصلها ببعضها لكي يتم الوصول إليها بطريقة مناسبة ومن ثم تعديلها. تركيبة البيانات مرتبطة بعمليات محددة للسماح بالوصول إلى البيانات وتعديلها.

## أنظمة التشغيل
نظام التشغيل هو البرنامج الذي يسمح باستخدام الكمبيوتر. وهو يقوم بإدارة عتاد الحاسوب مثل ا
لذاكرة, أجهزة الإدخال(لوحة المفاتيح والفأرة..) والإخراج(الشاشة, مكبرات الصوت..)ويتحكم في تشغيل البرامج. أنظمة التشغيل تتكون عادة من اللُبّ الذي يتحكم بعتاد الكمبيوتر وبرامج النظام الأساسية التي تخدم بداية نظام التشغيل وترتيبه. أشهر أنظمة التشغيل المنتشرة عالميا هي مايكروسوفت ويندوز (Microsoft Windows), نظام تشغيل الماك (Mac OS), واللينوكس (Linux).

## قواعد البيانات
قاعدة البيانات هي الشكل الإلكتروني لسلّة من المعلومات. الامر يتعلق بمجموعة من المعلومات التي يعتبرها المستخدم انها تخص بعضها البعض ويجب جمعها مع بعضها البعض في قاعدة بيانات واحدة. قواعد البيانات تضمن وصول المستخدم إلى بياناته بسرعة وأمان. الوصلات الموحدة تسهل للبرامج التنفيذية معالجة البيانات. قاعدة البيانات تؤمن حماية للمعلومات من الوصول الخارجي (Foreign Access)ومن ضياع المعلومات نتيجة خلل تقني ما. هناك قواعد بيانات علائقية (Relational Database) وقواعد بيانات متعددة الأبعاد. عادة ما يتم التحكم بقاعدة البيانات من قبل «نظام إدارة قواعد البيانات» (DBMS). أكثر قواعد البيانات المنتشرة حاليا هي قواعد البيانات العلائقية (Relational Database).

## لغات البرمجة
لغة البرمجة هي لغة لتشكيل (ترقيم) برامج الكمبيوتر. وهي تزود نظام الكمبيوتر بمعطيات دقيقة لسلسلة من خطوات المعالجة الداخلية, وتقوم بإعطاء المعلومات وتشكيلها معتمدة على أحداث خارجة وداخلية.
مثال على برنامج في لغة الجافا (Java):
```
public class HelloWorld {
    public static void main(String[] args) {
        System.out.println("Halloworld!");
    }
}
```

## المصدر
- المقالة الألمانية

## مواقع ذات صلة
- البوابة العربية لعلوم الحاسب والمعلوماتية
- منتدى انظمة التشغيل